# Ciro Punzo
Ciro Punzo (Napoli, 14 febbraio 1850 – 1925) è stato un pittore italiano, principalmente di scene di vita quotidiane e di chiese.

## Biografia
Nato a Napoli nel 1850, figlio di Giacinto Punzo e Maria Carolina Focone, ha studiato all'Istituto di Belle Arti con il maestro Giuseppe Mancinelli. Successivamente lui stesso è diventato professore onorario dell'Istituto di Belle Arti partenopeo.
Nel 1889 si sposò con Cinzia Ghio è morì nel 1925.

### Opere
- Nel 1866, all'età di soli 16 anni, Punzo esordì, alla Mostra di Salvatore Rosa a Napoli, con un quadro di natura morta: "Frutta".
- Nel 1872, esposti a Milano furono: "La comunione", "Chiesa di Sant'Antonio de' Liguori in Napoli" e "Sagrestia della chiesa della Pietà in Napoli".
- Nel 1873, inviato a Vienna: "L'interno della Chiesa di Sant'Antonio de' Liguori".
- Nel 1877, alla mostra di Napoli, presentò: "Marina di Torre del Greco" e "Chiesa di San Gregorio Armeno".
- Nel 1881, esposti a Milano: "Sempre allegra" e "La Ragazza con il caffè".
- Nel 1883, a Milano e a Roma: "Prega" e ""La canzone dei nostri tempi"".
- Nel 1888, alla mostra di Belle Arti di Bologna: "Requiescat" e la "Chiesa dei Gerolamini di Napoli".
- Nel 1896 a Torino: "Sagrestia di San Severino".
- Nel 1897 a Milano: "Nella Chiesa di San Severino".
- Nel 1898 a Torino: "L'Adorazione della Croce"
- Nel 1901 a Monaco di Baviera: "Venerdì Santo".
- In una data non precisata Punzo pubblica i quadri: Pecore al Pascolo e Gregge al Pascolo.